# 11 (石川晃次のアルバム)
11は、2011年11月11日に発表された石川晃次の3作目のオリジナルアルバム。

## 収録曲
1. 11月の空
2. 雪の夜 -Album Version
3. 果てしない向こうへ -Album Version-
4. これが答えだ
5. 風を見つめて
6. 無限の可能性
7. ジレンマ
8. もっと光を
9. 永遠が始まる
10. 唄えなかったラヴソング
11. 始まりは終わらない

全作詞、作曲、編曲：石川晃次